# Le Faou
Le Faou (en bretó Ar Faou) és un municipi francès, situat a la regió de Bretanya, al departament de Finisterre. L'any 2006 tenia 1.669 habitants. A l'inici del curs 2007 el 12,4% dels alumnes del municipi eren matriculats a la primària bilingüe.

## Demografia
| 1962                                       | 1968  | 1975  | 1982  | 1990  | 1999  |
| ------------------------------------------ | ----- | ----- | ----- | ----- | ----- |
| 1.665                                      | 1.636 | 1.510 | 1.554 | 1.522 | 1.571 |
| Des de 1962: població sense dobles comptes |       |       |       |       |       |

## Administració
| Període | Identitat         | Partit |
| ------- | ----------------- | ------ |
| -2008   | Xavier Borel      |        |
| 2008-   | Pierre Engelibert |        |